# 9M113 Konkursz

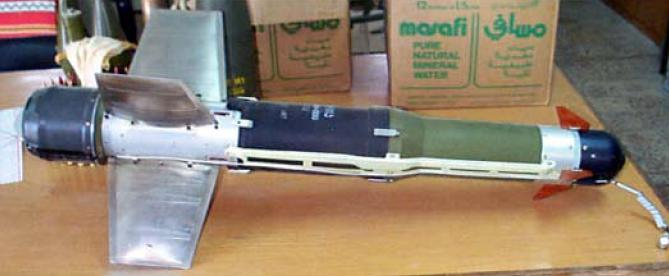
9M113 Konkursz páncéltörő rakéta

A 9M113 Konkursz (NATO-kódja: AT–5 Spandrel) az 1970-es évek elejére kifejlesztett szovjet páncéltörő rakéta. A BRDM–2 páncélozott harcjárműre telepített rendszer jelzése 9K113 Konkursz. 1974 januárjában rendszeresítették a Szovjet Hadseregben. Továbbfejlesztett, modernizált változata a 9M113–1 Konkursz–M. Hordozható indítóberendezéssel, valamint BMD–2 és BMP–2 járművekre telepített változata is ismert. Másolatát Iránban is gyártják.
Fejlesztése 1962-ben kezdődött a tulai KBP tervezőirodájában.
Típus: irányított páncéltörő rakéta
Irányítás: fél-automatikus vezetékes parancsközlő távirányítás
Lőtávolság: 75-4000m
Sebesség: 208m/s
Tömeg: 14,6kg
Robbanófej: 2,7kg kumulatív
Hossz: 1150mm
Űrméret: 135mm
Fesztávolság: 468mm

## Adatok
9M113"Konkursz" irányított páncéltörő rakétát A '60-as években fejlesztették ki a Szovjetunióban.
Fél-automatikus vezetékes parancsközlő távirányítással működik.
Kézikerékkel vagy joystickkal irányítható 75-4000m között.
Kumulatív robbanófeje átüti az 500mm-es homogén páncélzatot.

## Változatok
- 9M113 Konkursz (AT-5A Spandrel A) - alapváltozat
- 9M113M Konkursz-M (AT-5B Spandrel B) tandem robbanófejjel, átütőképessége 750-800 mm hengerelt acélpáncél ellen (1990)
- Towsan-1, Tosan, Towsan, vagy M113: Iráni 9M113M Konkursz-M másolat, 2000-ben rendszeresítették.
- 9M113M1 - továbbfejlesztett változat.
- 9M113M2-1 - legújabb továbbfejlesztett változat.